# Comuna Morocine, Zaricine
Morocine (în ucraineană Морочне) este o comună în raionul Zaricine, regiunea Rivne, Ucraina, formată din satele Morocine (reședința) și Mutvîțea.

## Demografie
Componența lingvistică a comunei Morocine
     Ucraineană (99,63%)
     Alte limbi (0,36%)
Conform recensământului din 2001, majoritatea populației comunei Morocine era vorbitoare de ucraineană (99,63%), existând în minoritate și vorbitori de alte limbi.